# Gabriele Giolito de Ferrari

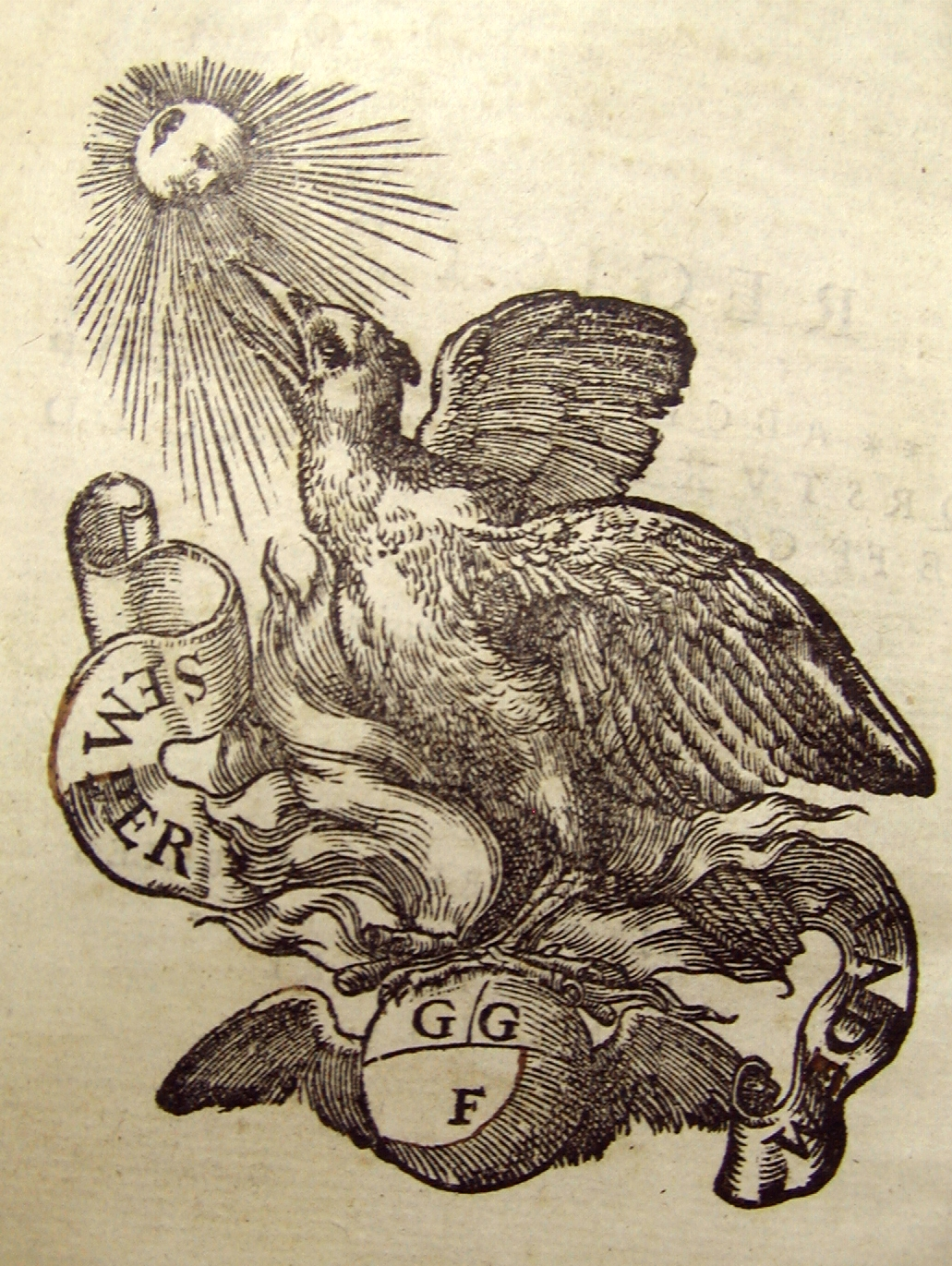
Marca tipogràfica dr Gabriele Giolito de Ferrari ("GGF"), 1552, que representa un ocell Fènix que reneix de les flames amb el lema Semper eadem (llatí: "Sempre la stessa")

Giovanni Gabriele Giolito de Ferrari (Trino, circa 1508 - Venècia, 1578) va ser un tipògraf italià.

## Biografia
Va néixer a Trino y fueron sus padres Giovanni il Vecchio i Guglielmina Borgominieri. L'any 1523 es va establir amb el seu pare a Venècia -en el moment una de les capitals de la nova tècnica de la impressió-, on, a l'àrea de Rialto, va fundar un taller: Libreria della Fenice. Quan el seu pare es va traslladar a Torí, Gabriele es va fer càrrec de l'empresa, inicialment amb els seus germans i després amb autonomia, també després va obrir llibreries a Nàpols, Bolonya i Ferrara. Es va casar en 1544 Lucrezia Bin amb la que va tenir dotze fills.
Va ser el primer tipògraf a crear col·leccions d'edició. La seva política editorial va estar fortament orientada a la difusió d'obres en llengua vernacla. Famosa és la seva edició de 1555 de la Comèdia de Dante Alighieri, a càrrec de Ludovico Dolce, al títol de la qual apareix per primera vegada l'atribut Divina. Famós és també el seu logotip, que representa un ocell fènix que surt d'una urna alada -nova elaboració de l'emblema patern, en el que l'ocell fènix es destacava entre llengües de foc- amb el lema Dela mia morte eterna vita vivo.
Va morir a Venècia el 1578. El va succeir els seus fills Giovanni il Giovane e Giovanni Paolo, que van continuar la seva obra fins a 1606.